# فنی‌توئین
فنی‌توئین (به انگلیسی: Phenytoin)
رده: داروهای ضد صرع.
اشکال دارویی: قرص، کپسول، آمپول و سوسپانسیون.

## موارد مصرف
صرع، بحران صرعی، تشنج، نورالژی عصب سه‌قلو و آریتمی قلبی.
به‌صورت موضعی برای تسریع در بهبود زخم‌های عمیق و جای عمل
در برخی از موارد از قرص فنی توئین برای درمان اختلالات دو قطبی به عنوان جایگزین لیتیم کربنات استفاده میشود.

## موارد منع مصرف
مصرف فنی توئین در مواردی مانند برادی‌کاردی سینوسی ، سندرم استوک آدامز ، بلوک قلبی و حساسیت های مفرط به دارو ، ممنوع میباشد. همچنین  این دارو در دوران بارداری میتواند از جفت عبور کند و باعث اختلال در شکل گیری طناب های عصبی در جنین شود لذا فنی توئین در دوران بارداری منع مصرف کامل دارد.
در نارسایی های کبدی و مصرف فنی توئین باید با احتیاط همراه باشد و دوز دارو باید به دقت تنظیم شود.( بهتر است قبل از شروع درمان با این دارو ، عملکرد کبدی برسی شود.)

## مکانیسم اثر
ظاهراً با اثر بر کانال‌های کلسیمی غشا و غیرفعال‌سازی آن‌ها عمل می‌کند و بر ورود سدیم و ایجاد پتانسیل عمل مؤثر است.

## عوارض جانبی
قلبی عروقی، نورولوژیک، خونی، تأثیر بر جنین در دوران حاملگی (تراتوژنیک و سندرم هیدانتوئین جنینی)، لثه، عوارض پوستی و خودایمنی از عوارض فنی‌توئین هستند.